# Signiphora desantisi
Signiphora desantisi är en stekelart som beskrevs av De Santis 1938. Signiphora desantisi ingår i släktet Signiphora och familjen långklubbsteklar. Inga underarter finns listade i Catalogue of Life.